# Объединение свободных немецких профсоюзов
Объединение свободных немецких профсоюзов (ОСНП, нем. Freier Deutscher Gewerkschaftsbund, FDGB) было основано в 1946 году в Советской зоне оккупации (в прочих зонах создание профцентров до 1949 года было запрещено) и состояло приблизительно из 16 профсоюзов.
ОСНП являлось членом Всемирной федерации профсоюзов. Его членами являлись около 9,6 млн членов (1986) — более половины населения Германской Демократической Республики. Объединение издавало свою газету — «Трибуна». Высшая награда ОСНП — медаль Фрица Геккерта. В 1986 году 98 % рабочих и служащих были членами ОСНП, которое располагало второй по численности фракцией (после СЕПГ) в Народной палате — парламенте ГДР. В мае 1990 года, незадолго до объединения Германии, ОСНП было распущено.

## Отраслевые профсоюзы
- Индустриальный профессиональный союз «Горное дело и энергетика» (Industriegewerkschaft Bergbau-Energie) (в 1950—1958 гг. — существовал Индустриальный профессиональный союз металлургии (Industriegewerkschaft Metallurgie))
- Индустриальный профессиональный союз «Висмут» (Industriegewerkschaft Wismut)
- Индустриальный профессиональный союз «Металл» (Industriegewerkschaft Metall) (IG Metall)
- Индустриальный профессиональный союз строительства и деревообрабатывающей промышленности (Industriegewerkschaft Bau-Holz), создан в 1950 году путём объединения Индустриального профессионального союз строительства (Industriegewerkschaft Bau) и Индустриального профессионального союза деревообрабатывающей промышленности (Industriegewerkschaft Holz)
- Индустриальный профессиональный союз химической, стекольной и керамической промышленности (Industriegewerkschaft Chemie, Glas und Keramik)
- Индустриальный профессиональный союз печати и бумажной промышленности (Industriegewerkschaft Druck und Papier)
- Индустриальный профессиональный союз текстильной, швейной и кожевенной промышленности (Industriegewerkschaft Textil-Bekleidung-Leder) (возник в 1950 году путём объединения Индустриального профессионального союза текстильной промышленности (Industriegewerkschaft Textil), Индустриального профессионального союза швейной промышленности (Industriegewerkschaft Bekleidung), Индустриального профессионального союза кожевенной промышленности (Industriegewerkschaft Leder)
- Профессиональный союз сельского и лесного хозяйства (Gewerkschaft Land, Nahrungsgüter und Forst)
- Индустриальный профессиональный союз транспорта и связи (Industriegewerkschaft Transport und Nachrichtenwesen)
- Профессиональный союз работников воспитания и образования (Gewerkschaft Unterricht und Erziehung)
- Профессиональный союз науки (Gewerkschaft Wissenschaft)
- Профессиональный союз искусства (Gewerkschaft Kunst)
- Профессиональный союз здравоохранения (Gewerkschaft Gesundheitswesen)
- Профессиональный союз торговли и общественного питания (Gewerkschaft Handel, Nahrung und Genuss)
- Профессиональный союз государственных служащих (Gewerkschaft der Mitarbeiter der Staatsorgane und der Kommunalwirtschaft)
- Профессиональный союз гражданских служащих ННА (Gewerkschaft der Zivilbeschäftigten der NVA)

## Организационная структура
ОСНП в территориальном отношении состояла из окружных организаций (bezirksorganisation), в отраслевом отношении из отраслевых профсоюзов.
Высшим органом ОСНП являлся съезд (kongress), между съездами — конференция (konferenz), между конференциями — Правление объединения (Bundesvorstand), исполнительные органы ОСНП — Президиум Правления объединения (Präsidiums des Bundesvorstandes) и Секретариат Правления объединения (Sekretariat des Bundesvorstandes), высшее должностное лицо ОСНП — Председатель Правления объединения (Vorsitzender des Bundesvorstandes) (до 1954 года — Союзный председатель (Bundesvorsitzender)), высший ревизионный орган ОСНП — центральная ревизионная комиссия (zentrale revisionskommission).
Окружные организации
Окружные организации соответствовали округам.
Высший орган окружной организации — окружная конференция (bezirksdelegiertenkonferenz), между окружными конференциями — окружное правление (bezirksvorstand), исполнительный орган окружной организации — секретариаты окружных правлений (sekretariat des bezirksvorstandes), высшее должностное лицо окружной организации — председатель окружного правления (vorsitzender des bezirksvorstandes), ревизионный орган окружной организации — окружная ревизионная комиссия (bezirksrevisionskommission).
До 1952 года вместо окружных организаций существовали земельные организации (landesorganisation), каждая из которых соответствовала каждой из земель.
Высший орган земельной организации — земельная конференция (Landesdelegiertenkonferenz), между земельными конференциями — земельное правление (landesvorstand), исполнительный орган земельной организации — секретариат земельного правления (sekretariat des landesvorstandes), высшее должностное лицо земельной организации — председатели земельных правлений (vorsitzender des landesvorstandes), до 1950 года — земельные председатели (landesvorsitzender).
Районные организации
Районные организации соответствовали районов и городам окружного подчинения.
Высший орган районной организации — районная конференции (kreisdelegiertenkonferenz), между районные конференциями — районное правление (kreisvorstand), исполнительный орган районной организации — секретариаты районных правлений (sekretariat des kreisvorstandes)), высшее должностное лицо — председатель районного правления (vorsitzender des kreisvorstandes) (до 1950 года — районный председатель (kreisvorsitzender)), ревизионный орган районной организации — районная ревизионная комиссия (kreisrevisionskommissionen).
Смежные организации
Образовательные учреждения — высшая школа (hochschule), окружные школы (bezirksschule) (до 1952 года — земельные школы (landesschule)), районные школы (kreisschule).
Отраслевые профсоюзы
Каждый из отраслевых профсоюзов состоял из окружных организаций, окружные организации профсоюзов массовых профессий состояли из районных организаций, окружные организации и районные организации профсоюзов массовых профессий состояли из первичных организаций.
Высший орган отраслевого профсоюза — съезд (zentraldelegiertenkonferenz), между съездами — центральное правление (zentralvorstand), исполнительные органы отраслевого профсоюза — президиум центрального правления (präsidium des zentralvorstandes) и секретариат центрального правления (sekretariat des zentralvorstandes), высшее должностное лицо — председатель центрального правления (vorsitzender des zentralvorstandes), высший ревизионный орган отраслевого профсоюза — центральная ревизионная комиссия.
Окружные организации отраслевых профсоюзов
Окружные организации отраслевых профсоюзов соответствовали округам.
Высший орган окружной организации отраслевого профсоюза — окружная конференция, между окружными конференциями — окружное правление, исполнительный орган окружной организации отраслевого профсоюза — секретариат окружного правления, высшее должностное лицо окружной организации отраслевого профсоюза — председатель окружного правления, ревизионный орган окружной организации — окружная ревизионная комиссия.
Районные организации отраслевых профсоюзов
Районные организации отраслевых профсоюзов соответствовали районам и городам окружного подчинения.
Высший орган районной организации отраслевого профсоюза — районная конференция, между районными конференциями — районное правление, исполнительный орган районной организации отраслевого профсоюза — секретариат районного правления, высшее должностное лицо районной организации отраслевого профсоюза — председатель районного правления, ревизионный орган районной организации — районная ревизионная комиссия.
Местные организации отраслевых профсоюзов
Местные организации или местные группы (ortsgruppe) отраслевых профсоюзов соответствовали городам и общинам, могли создаваться по инициативе первичных организаций в профсоюзах массовых профессий.
Высший орган местной организации — местная конференция (ortsdelegiertenkonferenz), между местными конференциями — местный профсоюзный комитет (ortsgewerkschaftsleitung) (до 1950 г. — местное правление (ortsvorstand)), высшее должностное лицо местной организации — председатель местного профсоюзного комитета.
Первичные организации отраслевых профсоюзов
Первичные организации отраслевых профсоюзов соответствовали предприятиям.
Высший орган первичной организации отраслевого профсоюза — общее собрание (mitgliederversammlung), между общими собраниями — производственный профсоюзный комитет (betriebsgewerkschaftsleitung) (до 1950 г. — правление производственной группы (betriebsgruppenvorstand)), высшее должностное лицо первичной организации отраслевого профсоюза — председатель производственного профсоюзного комитета (vorsitzender der betriebsgewerkschaftsleitung) (до 1950 г. — председатель производственной группы (betriebsgruppenvorsitzender)).
Цеховые организации отраслевых профсоюзов
Стали создаваться с 1950-х годов. Высший орган цеховой организации отраслевого союза — общее собрание, между общими собраниями — цеховой профсоюзный комитет (abteilungsgewerkschaftsleitung), высшее должностное лицо цеховой организации отраслевого профсоюза — председатель цехового профсоюзного комитета (vorsitzender der abteilungsgewerkschaftsleitung).

## Руководители

### Председатели
- 1946—1948 — Ганс Ендрецки, Бернхард Гёринг, Эрнст Леммер
- 1948—1954 — Герберт Варнке

### Председатели Правления
- 1954—1975 — Герберт Варнке
- 1975—1989 — Гарри Тиш
- 1989—1990 — Аннелиз Киммель
- 1990 — Хельга Мауш